# Ulica Wiosny Ludów w Katowicach
Ulica Wiosny Ludów w Katowicach – ulica w katowickiej dzielnicy Szopienice-Burowiec. Łączy Szopienice z Szabelnią przez Drugie Szopienice. Prowadzi do granicy z Mysłowicami. Wzdłuż całego biegu drogi zlokalizowane są tory tramwajowe. Przedłużeniem drogi w Mysłowicach jest ul. Bernarda Świerczyny.

## Opis

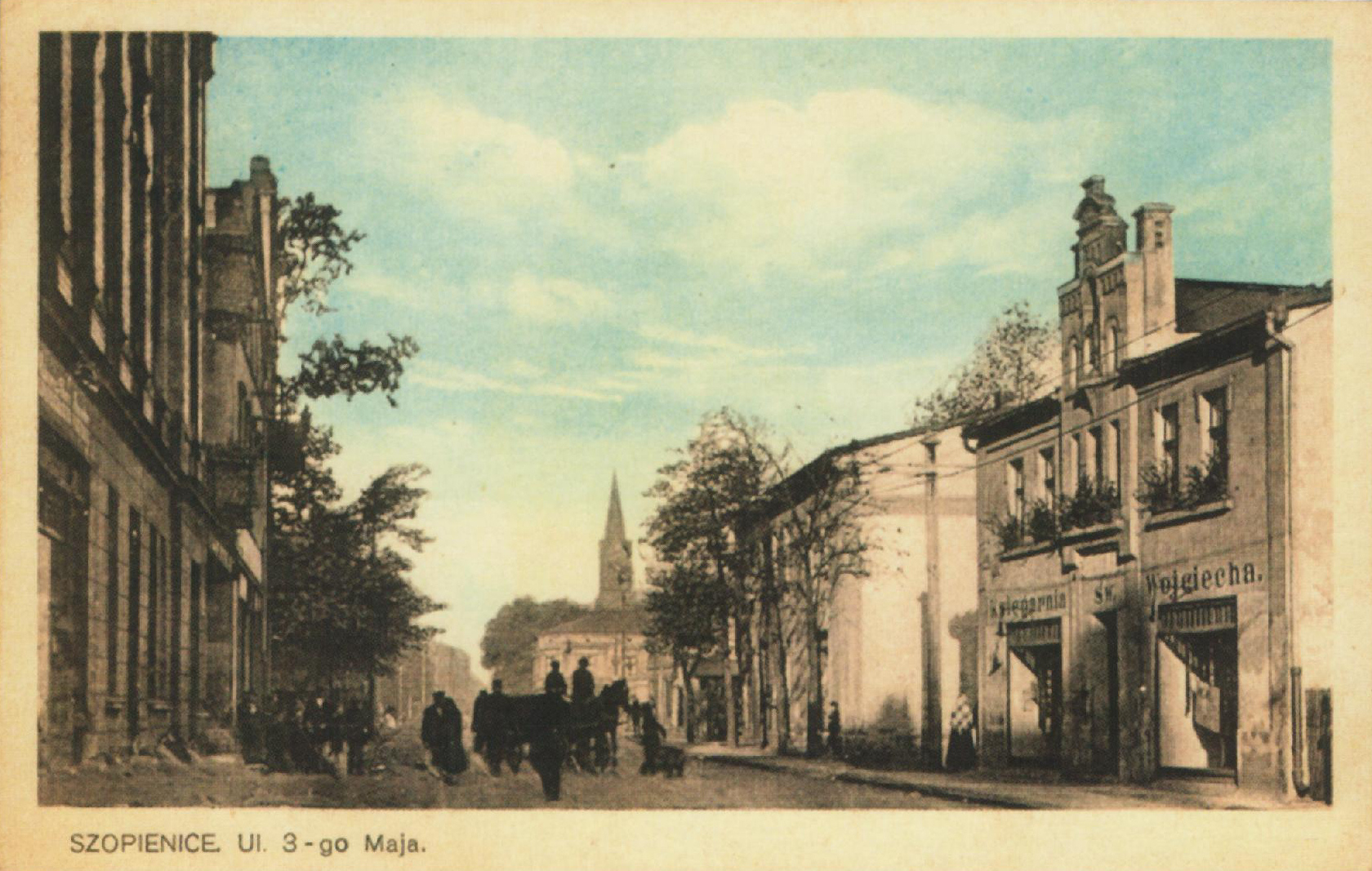
Ulica Wiosny Ludów w dwudziestoleciu międzywojennym (ówczesna ul. 3 Maja)

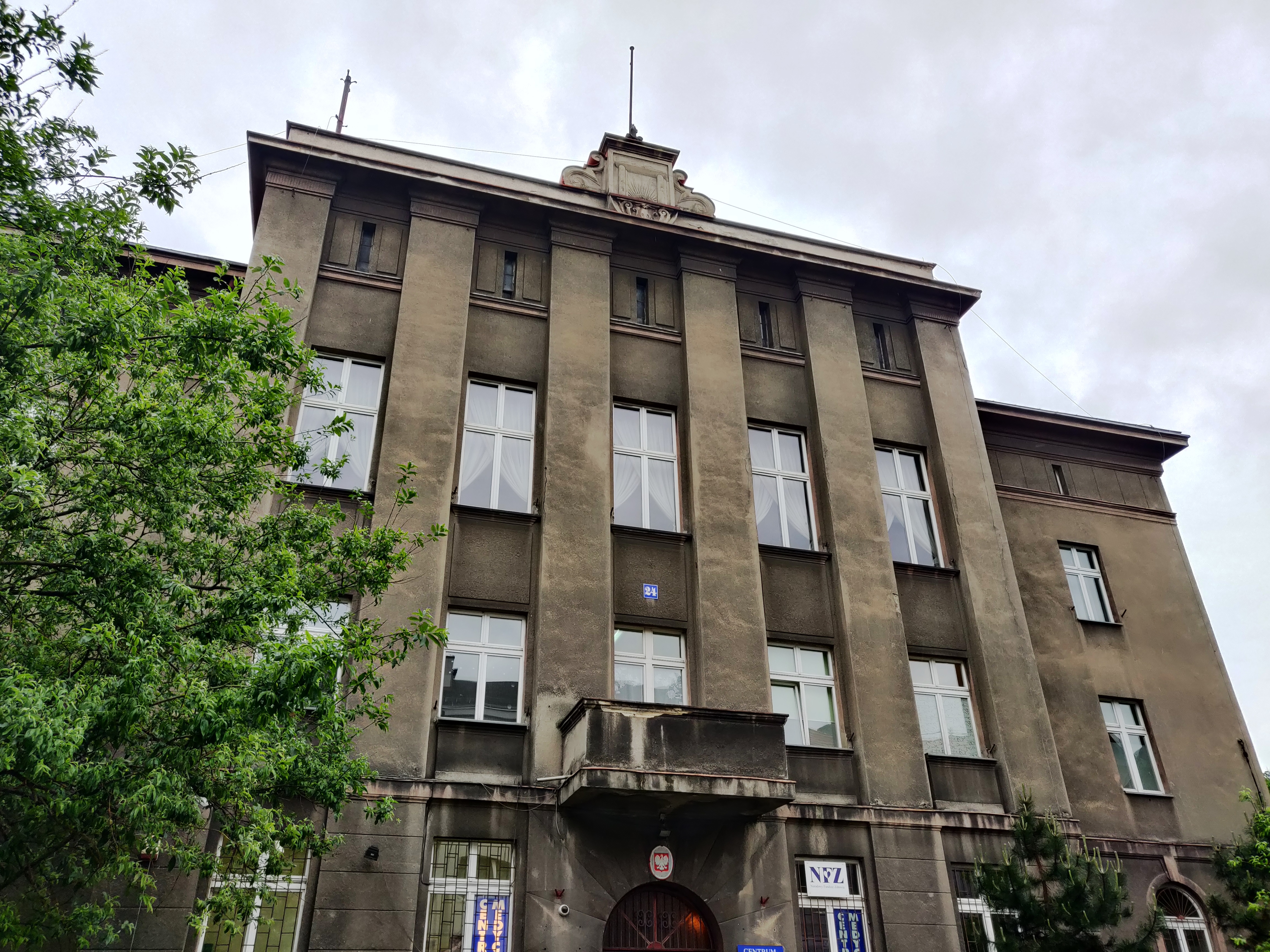
Dawny szopienicki ratusz przy ul. Wiosny Ludów 24

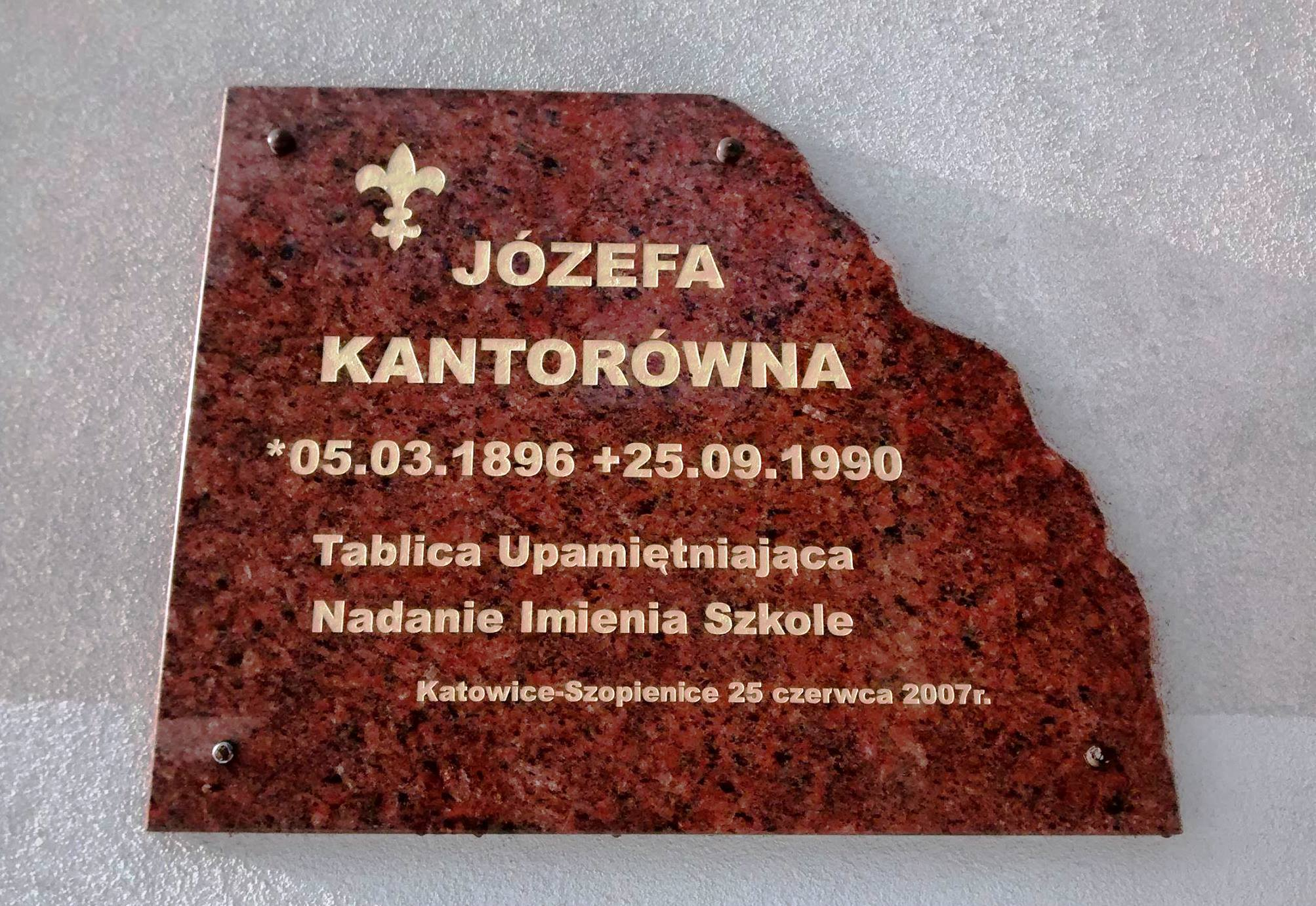
Tablica upamiętniająca Józefę Kantorównę na fasadzie budynku Szkoły Podstawowej nr 42 przy ul. Wiosny Ludów 22 w Katowicach-Szopienicach

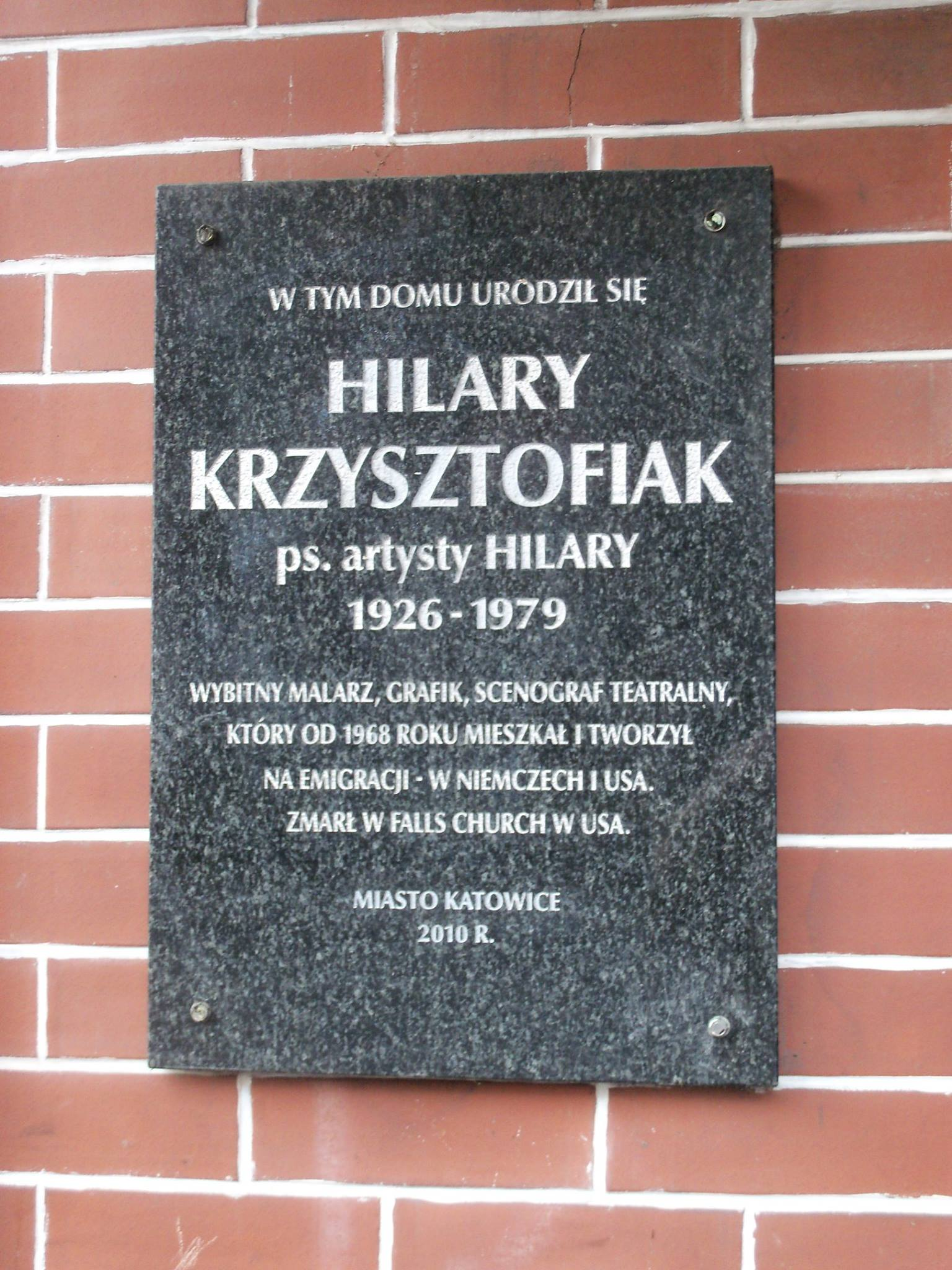
Tablica upamiętniająca Hilarego Krzysztofiaka na fasadzie budynku przy ul. Wiosny Ludów 5

Droga istniała już w XVIII wieku jako trakt z Dąbrówki Małej i Siemianowic do Mysłowic; została zaznaczona na mapie z 1746, zamieszonej w wydrukowanym w Norymberdze Atlas Silesiae. Na przełomie XVII i XVIII wzdłuż niej, pomiędzy Szopienicami a Mysłowicami, zlokalizowano kolonię Szabelnia, w której znajdowała się wytwórnia szabel. W XIX wieku główna część Szopienic ukształtowała się wzdłuż dzisiejszych ul. Wiosny Ludów, ul. Morawa i ul. L. Zamenhofa. Do 1924 roku w rejonie ulicy istniał folwark Antoniów, którego ostatnie zabudowania przetrwały do lat 50. XX wieku. W dwudziestoleciu międzywojennym, przy dzisiejszej ul. Wiosny Ludów (ówczesna ul. 3 Maja), wzniesiono rausz dla gminy Szopienice oraz budynki mieszkalne, zaprojektowane przez architekta Tadeusza Michejdę. Od 2006 do 2007 roku trwała rozbudowa Szkoły Podstawowej nr 42 przy ul. Wiosny Ludów 22 – wartość inwestycji wyniosła około 2,3 mln zł. W 2009 roku spłonął budynek przy ul. Wiosny Ludów 111; jego pozostałości zostały rozebrane.
W budynku przy ul. Wiosny Ludów 5 w 1926 roku urodził się Hilary Krzysztofiak – grafik i malarz. W 2010 roku na fasadzie tego budynku odsłonięto pamiątkową tablicę, ku czci Krzysztofiaka.
Ulica ma długość 1 612 m i powierzchnię 12 154 m². Z badań, przeprowadzonych w 2007 roku na zlecenie Urzędu Miasta Katowice wynika, że natężenie ruchu na ulicy w godzinie popołudniowego szczytu wynosi 322 pojazdów. Ulicą Wiosny Ludów kursują linie autobusowe i tramwajowe ZTM.
W 2014 roku Rada Miasta Katowice terenowi zielonemu w Szopienicach przy ul. Wiosny Ludów nadała nazwę Park Antona Uthemanna.

## Obiekty i instytucje
Przy ul. Wiosny Ludów znajdują się następujące historyczne obiekty:
- dom mieszkalny z oficynami (ul. Wiosny Ludów 2, róg z ul. J. Kantorówny), wzniesiony na początku XX wieku w stylu modernizmu;
- kamienica mieszkalna (ul. Wiosny Ludów 4), wybudowana na początku XX wieku w stylu modernizmu/historyzmu;
- modernistyczna kamienica mieszkalna (ul. Wiosny Ludów 8–10), pochodząca z początku XX wieku;
- domy mieszkalne (ul. Wiosny Ludów 13, 47, 49);
- narożna kamienica mieszkalna (ul. Wiosny Ludów 19, róg z ul. Ciesielską), pochodząca z początku XX wieku, posiada cechy stylu modernizmu;
- szkoła z budynkiem mieszkalnym (ul. Wiosny Ludów 22), pochodząca z 1898 roku, wzniesiona w stylu historyzmu ceglanego prostego;
- dawny ratusz Szopienic (ul. Wiosny Ludów 24), wybudowany w latach 1927–1928[16][17] w stylu późnego modernizmu z elementami art déco; budowniczym ratusza i pierwszym naczelnikiem Szopienic był Franciszek Bieniosek[17]; obecnie w obiekcie mieści się ośrodek zdrowia[17]; obiekt wpisano do rejestru zabytków 2 lipca 2020 roku (nr rej. A/668/2020)[18];
- zespół bloków mieszkalnych (ul. Wiosny Ludów 26, 28, 30, 32), wybudowany w latach 30. XX wieku w stylu funkcjonalizmu, projektantem zespołu mieszkalnego był architekt Tadeusz Michejda[8];
- kamienica mieszkalna (ul. Wiosny Ludów 41), wzniesiona na początku XX wieku w stylu funkcjonalistycznym;
- modernistyczne kamienice mieszkalne (ul. Wiosny Ludów 43, 45), wybudowane na początku XX wieku;
- domy mieszkalne/kamienice (ul. Wiosny Ludów 50, 56), pochodzące z końca XIX wieku, posiadające cechy stylu historyzmu ceglanego;
- domy mieszkalne hutniczego osiedla robotniczego (ul. Wiosny Ludów 52, 54, ul. Wytapiaczy 1, 2), wzniesione w 1923 roku w stylu modernistycznym;
- blok/kamienica (ul. Wiosny Ludów 59/59a), z początku XX wieku, posiada cechy stylu modernistycznego i historyzmu prostego;
- dom mieszkalny z zabudową gospodarczą (ul. Wiosny Ludów 62), wzniesiony pod koniec XIX wieku w stylu historyzmu ceglanego prostego;
- kamienny krzyż przydrożny z figurą (ul. Wiosny Ludów obok nr 71), został wystawiony w 1863 roku, posiada cechy stylu historyzmu;
- narożna kamienica mieszkalna (ul. Wiosny Ludów 83, róg z ul. Chemiczną), wybudowana na początku XX wieku w stylu historyzmu ceglanego prostego.

Przy ul. Wiosny Ludów swoją siedzibę mają (stan na 2011 rok): Szkoła Podstawowa nr 42 im. Józefy Kantorówny (ul. Wiosny Ludów 22); imię Kantorówny uzyskała w 2007 roku), firmy i przedsiębiorstwa handlowo-usługowe, Przedszkole Miejskie nr 56.